# Pascual Marquina Narro
Pascual Marquina Narro (16 de maig de 1873 – 13 de juny de 1948) va ser un prolífic compositor orquestral i operístic espanyol, conegut particularment pel seu Pasdoble España cañí.

## Obra

### Obres per a banda
- 1905 Recreo Salamanca, vals
- 1906 Bodas reales, marxa militar
- 1907 ¡Viva la Jota!, Pasdoble
- 1909 La toma del Gurugú, marxa militar
- 1909 Maricusa, vals
- 1909 Cazadores de Llerena, Pasdoble
- 1910 De guardia, Pasdoble
- 1913 La regolvedora, jota
- 1913 ¿Entre puente y puente?, vals-jota
- 1915 La Marcha de la Alegría (Marxa del Batalló Infantil)
- 1917 El 2º de Zapadores, marxa militar
- 1917 Nacional (dedicat al torero Ricardo Anlló Orrio "Nacional I")
- 1918 Gitanazo, Pasdoble
- 1921 Escena Anduluza, Simfonia
- 1922 Rosa de fuego, tango
- 1922 Vals en sol mayor
- 1922 Procesión de Semana Santa en Sevilla, marxa processional
- 1923 España cañí
- 1924 Rubores (¡Viva Calatuyud!), Pasdoble
- 1925 Escena andaluza, Pasdoble
- 1925 Ecos españoles, Pasdoble
- 1925 Himno a la Virgen de Belén, Patrona d'Almansa.
- 1927 Los caracoles, Pasdoble
- 1927 Lanceros de la reina
- 1928 Brisa de Málaga, Pasdoble
- 1928 Solera fina, Pasdoble (dedicat a Montilla).
- 1928 La canción de España, Pasdoble
- 1929 Amontillado Fino, Pasdoble (dedicat a Montilla).
- 1930 Oviedo, Pasdoble
- 1931 Joselito Bienvenida
- 1931 Gitana de Albaicín, Pasdoble
- 1932 Er picaó, Pasdoble
- 1934 Alegrías, Pasdoble
- 1934 Claveles de Granada, Pasdoble
- 1934 Himno a Daroca,
- 1934 Himno a la Virgen de la Peña,
- 1935 Cortijo sevillano, Pasdoble
- 1935 Estampa aragonesa, Pasdoble
- 1935 España y toros, Pasdoble
- 1936 Civilón, Pasdoble
- 1936 Cielo español, Pasdoble
- 1936 Hermanas Palmeño, Pasdoble
- 1936 Saviñán, Pasdoble
- 1946 ¡Viva Aragón, que es mi tierra!, Pasdoble
- Alegría del vivac, suite
- Cielo Andaluz, Pasdoble
- Himno a la bandera española
- La bandera legionaria
- Los de Ricla
- Los Villares, Pasdoble.

### Obres tonals
- 1928 El candil del rey, opereta - (juntament ambMiguel Mihura i Ricardo González)

(Sarsueles)
- 1904 El Tejemaneje
- 1904 La última copla, - llibret de José Jackson Veyan i Jesús de la Plaza
- 1905 Academia modelo, (juntament ambLuis Foglietti)
- 1905 Consueliyo, 1 acto (juntament amb Pedro Córdoba) - llibret de Celestino León i Manuel Falcón
- 1905 La Marujilla, 1 acto (juntament amb Arturo Saco del Valle - llibret de José Jackson Veyan y Fernández Cuevas y Sabau
- 1905 Perico, el jorobeta,1 acto, (juntament amb Eduardo Fuentes) - llibret de Manuel Fernández Palomero i Antonio López Laredo
- 1905 El Trianero,1 acto, (juntament amb Pedro Córdoba) - libret de Juan Tavares i Antonio López
- 1906 La Reina del tablao, 1 acto - llibret d'Antonio Fernández Cuevas i José García Ontiveros
- 1907 El Barón de la Chiripa
- 1907 Las Siete cabrillas, (juntament amb Tomás Borrás)
- 1908 Los Gatos
- 1909 Los cabezudos, 1 acto (juntament amb Luis Foglietti) - llibret de Manuel Mora i José Gamero
- 1909 ¡Cuentan de un sabio que un día!, 1 acto (juntament amb Tomás Barrera) - llibret d'Antonio Soler i Manuel Fernández Palomero
- 1909 Los Cabezudos
- 1909 La Ola negra
- 1910 El dulce himeneo, 1 acto - llibret d'Antonio Soler i Manuel Fernández Palomero
- 1911 Sangre y Arena, 1 acto (juntament amb Pablo Luna) - llibret de Gonzalo Jover i Emilio González del Castillo según una novela de Vicente Blasco Ibáñez
- 1912 El banderín de la cuarta, (juntament amb Luis Foglietti) - llibret de Manuel Fernández Palomero
- 1913 El tren de lujo, 1 acto, (juntament amb Celestino Roig) - llibret de Miguel Mihura i Ricardo González del Toro
- 1913 El Niño castizo, (juntament amb Luis Foglietti)
- 1914 El chavalillo, 3 escenas (juntament amb Enrique Bru) - llibret d'Antonio Velasco Zazo, Enrique Paradas i Joaquín Jiménez
- 1914 Casa del Sultán
- 1914 La Trianera, (La cantaora de tablao), (juntament amb Manuel Faixa)
- 1914 El Soldado de cuota, (juntament amb Luis Foglietti)
- 1914 Los Traperos de Madrid, (juntament amb Luis Foglietti)
- 1914 El querer de una gitana, 1 acto (juntament amb Manuel Quislant) - llibret de Manuel Fernández Palomero
- 1915 Las Abejas del amor
- 1915 La Alegría de la casa
- 1915 La Giocconda
- 1915 Hace falta una mujer
- 1915 La Niña curiosa
- 1915 El Pañolón de Marina, (juntament amb Cayo Vela)
- 1916 La Granja de los amores
- 1916 La Triste y escacharrada
- 1917 A ver que pasa
- 1918 Lo que a usted no le importa, (juntament amb José Cabas Quiles)
- 1918 Madrid a oscuras
- 1918 Señoras garantizadas
- 1920 Palacio de ensueño
- 1921 La Alegría de las mujeres
- 1924 Lisbeth
- 1925 Santa María del Mar, (juntament amb Cayo Vela) - llibret de Luis Pascual Frutos i Luis Manegat
- 1925 Sol y caireles, (juntament ambJosé Padilla - llibret de Manuel Fernández Palomero
- 1926 La bandera legionaria, - llibret de Manuel Fernández Palomero
- 1928 Madrid Charlestón
- L'hivern, (juntament amb Enric Morera)
- La Golferancia

### Música vocal
- 1888 Osarum
- 1920 Amor y olvido, cançó
- 1927 Pelucona señorona (cançó). Estrenada al "Festival Goya" de Calataiud
- 1933 Tongorongo y Palabritas, cançons antillanes
- 1934 Ana Rosa, canción - (Dedicada al tenor aragonès Juan García)
- Esperanza Iris
- Carmen Flores
- La Goya
- Pastora Imperio
- Silverio, para coro y piano - text d'Emilio Guillen Pedemonti

### Obres per a cor
- 1928 Himno de la Unión de Radioyentes Españoles
- Los de Ricla

### Obres per a piano
- 1904 Penas andaluzas (capricho para piano)